# Muerte masiva de peces

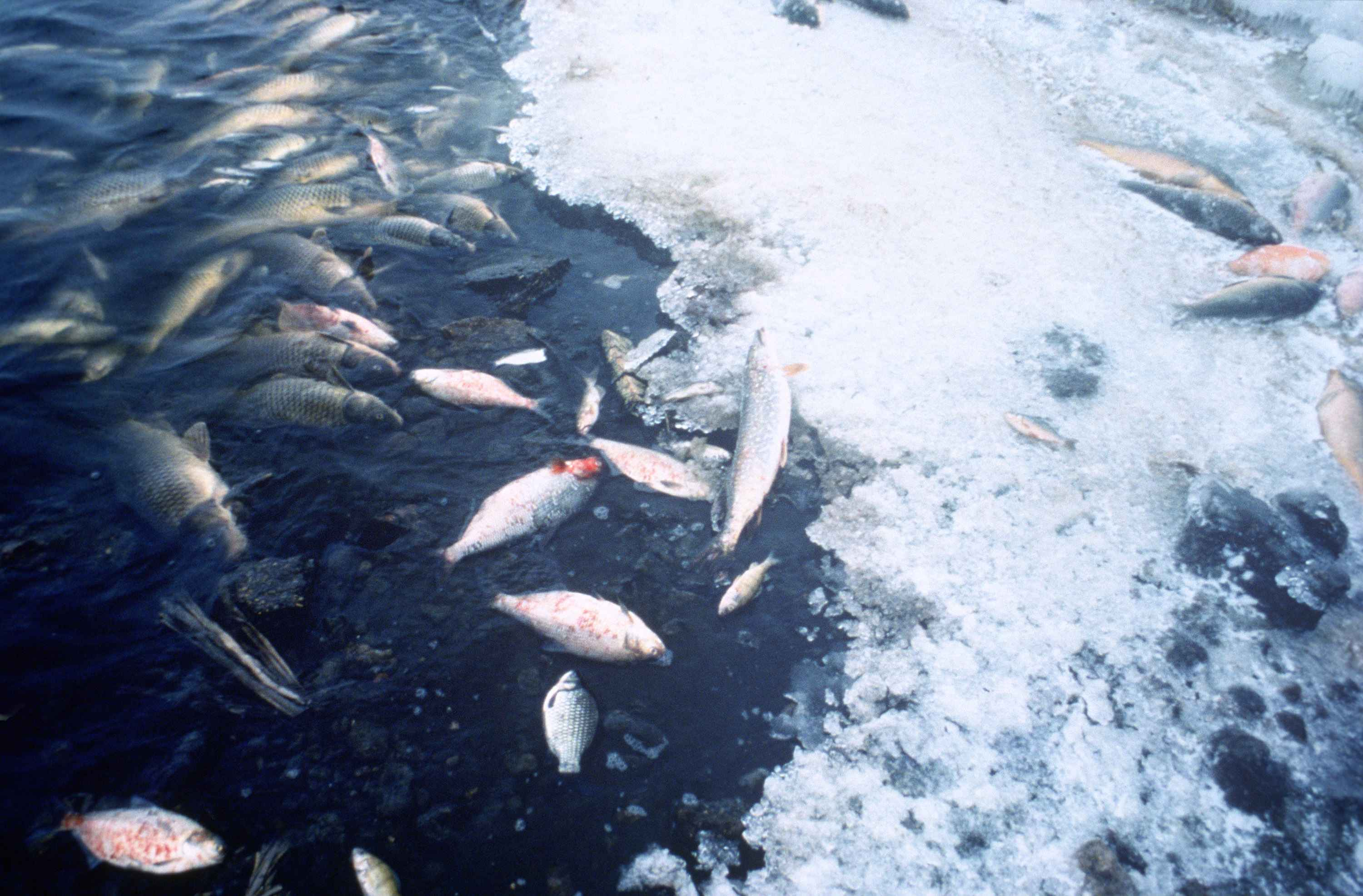
Hay muchas causas de la mortandad masiva de peces, pero la reducción de oxígeno en el agua es la causa más común.

El término muerte masiva de peces, conocido también como mortandad de peces, ecocidio de peces o picescidio, se refiere a la muerte localizada de poblaciones de peces, que también puede estar asociada con una mortalidad más generalizada de la vida acuática, como los crustáceos, pradera marina... La causa más común es la reducción de oxígeno en el agua (hipoxia hasta llegar a la anoxia), que puede deberse a factores como la sequía, la floración de algas o eutrofización, la sobrepoblación o un aumento sostenido de la temperatura del agua. Las enfermedades infecciosas y los parásitos también pueden provocar la muerte de peces. La toxicidad (como la provocada por pesticidas) es una causa real pero mucho menos común de muerte de peces.
La muerte masiva de peces es a menudo el primer signo visible de estrés ambiental y, por lo general, los organismos gubernamentales ambientales los investigan con urgencia para determinar la causa de la muerte masiva. Muchas especies de peces tienen una tolerancia relativamente baja a las variaciones en las condiciones ambientales y su muerte es a menudo un indicador potente de problemas en su entorno que pueden estar afectando a otros animales y plantas y pueden tener un impacto directo en otros usos del agua, como  la producción de agua potable. Los eventos de contaminación pueden afectar las especies de peces y las clases de edad de peces de diferentes maneras. Si se trata de una matanza de peces relacionada con el frío, los peces juveniles o especies que no son tolerantes al frío pueden verse afectados selectivamente. Si la causa es la toxicidad, las especies se ven afectadas de manera más general y el evento puede incluir también anfibios y mariscos. Una reducción en el oxígeno disuelto puede afectar a los especímenes más grandes antes que a los peces más pequeños, ya que estos pueden acceder al agua más rica en oxígeno en la superficie, al menos por un corto tiempo. 

## Causas

La reducción de oxígeno es la causa más común de muertes de peces. De esta forma, la eutrofización puede tener consecuencias devastadoras para la salud de la vida bentónica.

La muerte de peces puede ser el resultado de una variedad de causas. De las causas conocidas, las muertes de peces son causadas con mayor frecuencia por la contaminación  agrícola, la escorrentía o las biotoxinas. La hipoxia ambiental (agotamiento de oxígeno) es una de las causas naturales más comunes de la muerte de peces. El evento hipóxico puede ser provocado por factores tales como floraciones de algas, sequías, altas temperaturas  y contaminación térmica. La matanza de peces también puede ocurrir debido a la presencia de enfermedades, escorrentía agrícola, descargas de aguas residuales, derrames de petróleo o desechos peligrosos, fractura hidráulica de aguas residuales, terremotos, repoblamiento inadecuado de peces, caza furtiva con productos químicos, explosiones submarinas y otros eventos catastróficos que molestan a una población acuática normalmente estable. Debido a la dificultad y la falta de un protocolo estándar para investigar la muerte masiva de peces, muchos casos de muerte masiva de peces son designados como de causas desconocidas.   

### Agotamiento de oxígeno

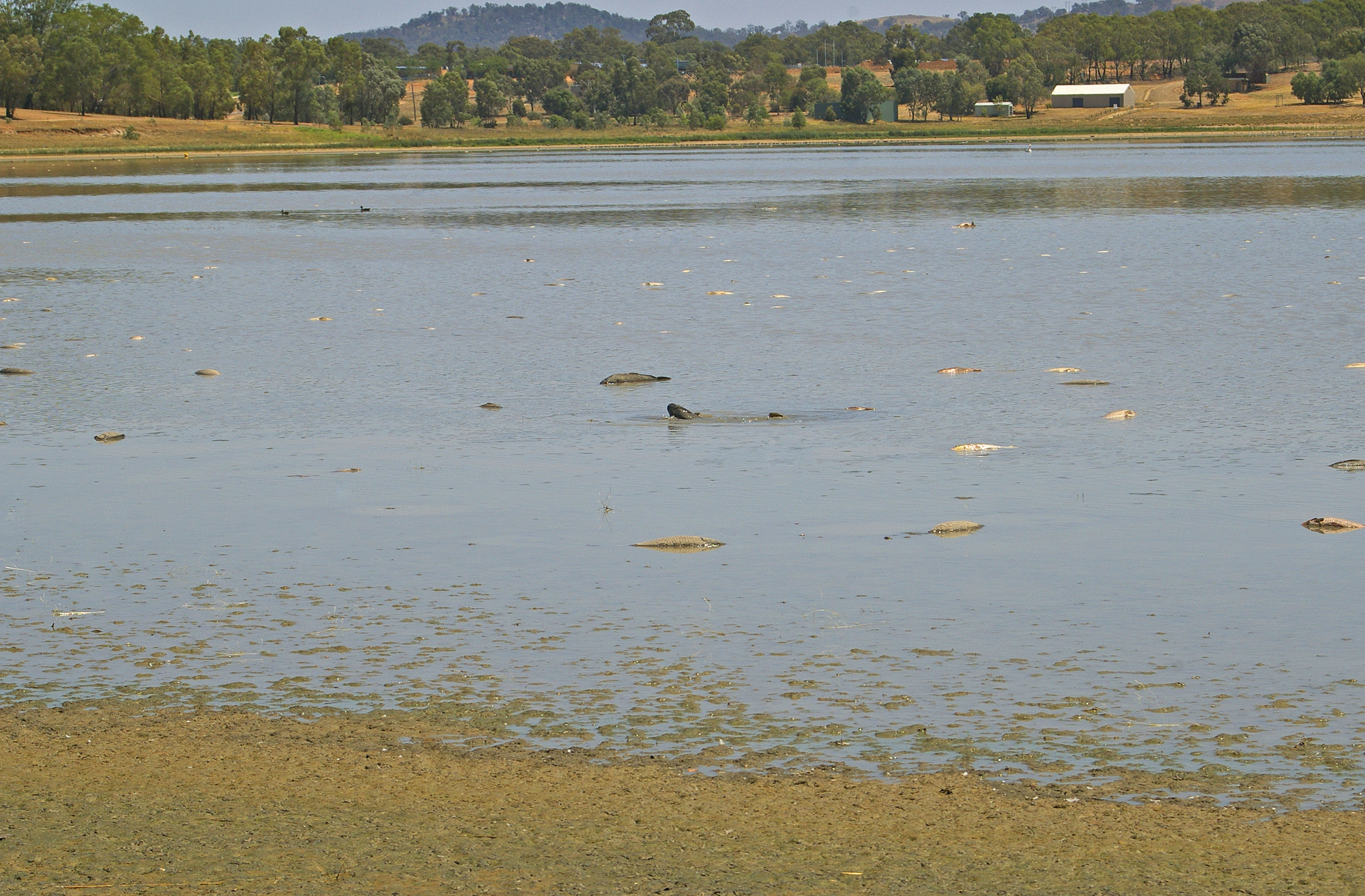
Carpa europea muerta y moribunda en el lago Albert, en Nueva Gales. La muerte masiva de peces suele ser un signo de estrés ambiental.

El oxígeno ingresa al agua a través de la difusión. La cantidad de oxígeno que se puede disolver en el agua depende de la presión atmosférica, la temperatura del agua y si el agua es salada. Por ejemplo, a los 20 °C y una atmósfera de presión, un máximo de 8 mg / l de oxígeno puede disolverse en agua de mar (35 mg / l de salinidad) mientras que un máximo de 9 mg / l de oxígeno puede disolverse en agua dulce. La cantidad de oxígeno que se puede disolver en el agua disminuye en aproximadamente 1 mg / l por cada 10 °C de aumento de la temperatura del agua cuando esta se encuentra por encima de los 20 °C. 
Muchos peces de agua fría que viven en aguas limpias y frías se estresan cuando las concentraciones de oxígeno caen por debajo de 8 mg / l mientras que los peces de agua tibia generalmente necesitan al menos 5 ppm (5 mg / l) de oxígeno disuelto. Los peces pueden soportar cortos períodos de oxígeno reducido. Los niveles de oxígeno agotados son la causa más común de muertes de peces. Los niveles de oxígeno normalmente fluctúan incluso en el transcurso de un día y se ven afectados por el clima, la temperatura, la cantidad de luz solar disponible y la cantidad de materia vegetal y animal viva y muerta en el agua. En zonas templadas, los niveles de oxígeno en los ríos eutróficos en verano pueden exhibir fluctuaciones diurnas muy grandes con muchas horas de sobresaturación de oxígeno durante el día seguido de agotamiento de oxígeno por la noche. Asociado con estos ritmos fotosintéticos, hay un ritmo de pH similar ya que el ion bicarbonato es metabolizado por las células vegetales. Esto puede provocar estrés por pH incluso cuando los niveles de oxígeno son altos. 
Las cargas orgánicas disueltas adicionales son la causa más común de agotamiento de oxígeno y dichas cargas orgánicas pueden provenir de aguas residuales, desechos agrícolas, lixiviados de vertederos, basurales y muchas otras fuentes. 

### Enfermedades y parásitos

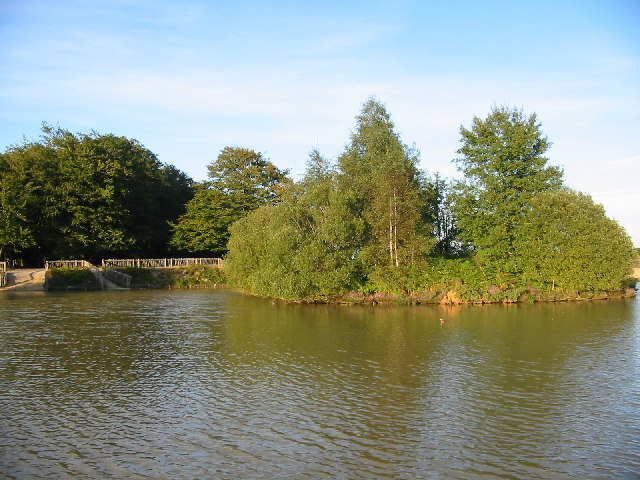
Este estanque en New Forest, Inglaterra, ha sido restaurado luego de una infección viral que mató a todos los peces.

Los peces están sujetos a varios virus, bacterias y hongos además de parásitos como protozoos, trematodos y gusanos, o crustáceos. Estos ocurren naturalmente en muchos cuerpos de agua, y los peces que están estresados por otras razones, como el desove o la calidad de agua subóptima, son más susceptibles. Los signos de enfermedad incluyen llagas, escamas faltantes o falta de limo, crecimientos extraños o parásitos visibles y comportamiento anormal: perezoso, errático, jadeo en la superficie del agua o cabeza, cola o barriga flotando hacia arriba. 
Por ejemplo, desde 2004 se han observado muertes masivas de peces en la cuenca del río Shenandoah en la primavera, desde el momento en que las temperaturas del agua están en los 10 °C hasta que alcanzan los 23 °C. Hasta ahora, los investigadores sospechan de ciertas bacterias, junto con factores ambientales y contaminantes que pueden causar supresión inmune.  
En la piscicultura, donde las poblaciones están optimizadas para los recursos disponibles, los parásitos o las enfermedades pueden propagarse rápidamente. En los estanques de acuicultura del bagre de canal, por ejemplo, la "enfermedad de las hamburguesas branquiales" es causada por un protozoo llamado Aurantiactinomyxon y puede matar a todos los peces en un estanque afectado. Además del comportamiento alterado, los peces afectados tienen branquias inflamadas que están moteadas y tienen la apariencia de carne picada de hamburguesa. 
Algunas señales de advertencia tempranas de peces que padecen enfermedades o infecciones parasitarias incluyen:
1. Decoloración, llagas abiertas, enrojecimiento de la piel, sangrado, manchas negras o blancas en la piel.
2. Forma anormal, áreas inflamadas, bultos anormales u ojos saltones.
3. La distribución anormal de los peces, como la aglomeración en la superficie, la entrada o los bordes del estanque (aunque la aglomeración en la superficie durante momentos específicos del día, como temprano en la mañana, es más probable que sea un signo de poco oxígeno).
4. Actividad anormal como parpadeo, torsión, giros, convulsiones, pérdida de flotabilidad.
5. Apatía, debilidad, lentitud, falta de actividad.
6. Pérdida de apetito o negativa a alimentarse.

### Toxinas
La escorrentía agrícola, las aguas residuales, la escorrentía superficial, los derrames químicos y los derrames de residuos peligrosos pueden conducir a la toxicidad del agua y a la muerte de los peces. Algunas especies de algas también producen toxinas. En Florida, estos incluyen Aphanizomenon, Anabaena y Microcystis. Algunas muertes notables de peces en Luisiana en la década de 1950 se debieron al pesticida endrina. Pueden ocurrir casos naturales de condiciones tóxicas, especialmente en agua pobremente tamponada. Los compuestos de aluminio pueden causar la muerte completa de los peces, a veces asociados con el cambio de otoño de los lagos que conducen a interacciones químicas complejas entre el pH, los iones de calcio y las sales poliméricas complejas de aluminio. 
Las muertes de peces inducidas por humanos son inusuales, pero ocasionalmente una sustancia derramada causa toxicidad directa o un cambio en la temperatura o el pH del agua que puede conducir a la muerte de los peces. Por ejemplo, en 1997 una planta de fosfato en Mulberry, Florida, arrojó accidentalmente 0.23 millones de kilolitros de agua ácida en Skinned Sapling Creek, reduciendo el pH de aproximadamente 8 a menos de 4 a lo largo de 58km de arroyo, lo que resultó en la muerte de aproximadamente 1.3 millones de peces.  
A menudo es difícil o imposible determinar si una toxina potencial es la causa directa de la muerte de un pez. Por ejemplo, cientos de miles de peces murieron después de un derrame accidental de whisky bourbon en el río Kentucky cerca de Lawrenceburg. Sin embargo, los funcionarios no pudieron determinar si la muerte de los peces se debió directamente al bourbon o al agotamiento del oxígeno que resultó cuando los microbios acuáticos comenzaron a consumir y digerir rápidamente el licor. 
El cianuro es un compuesto tóxico particular que se ha utilizado para la caza furtiva de peces. En el envenenamiento por cianuro, las branquias adquieren un color rojo cereza distintivo. El cloro introducido como solución de hipoclorito alcalino también es extremadamente tóxico, dejando pálidas branquias mucilaginosas y una sobreproducción de mucílago en todo el cuerpo. La cal produce síntomas similares, pero a menudo también se asocia con ojos de leche. 

### Floraciones de algas y mareas rojas

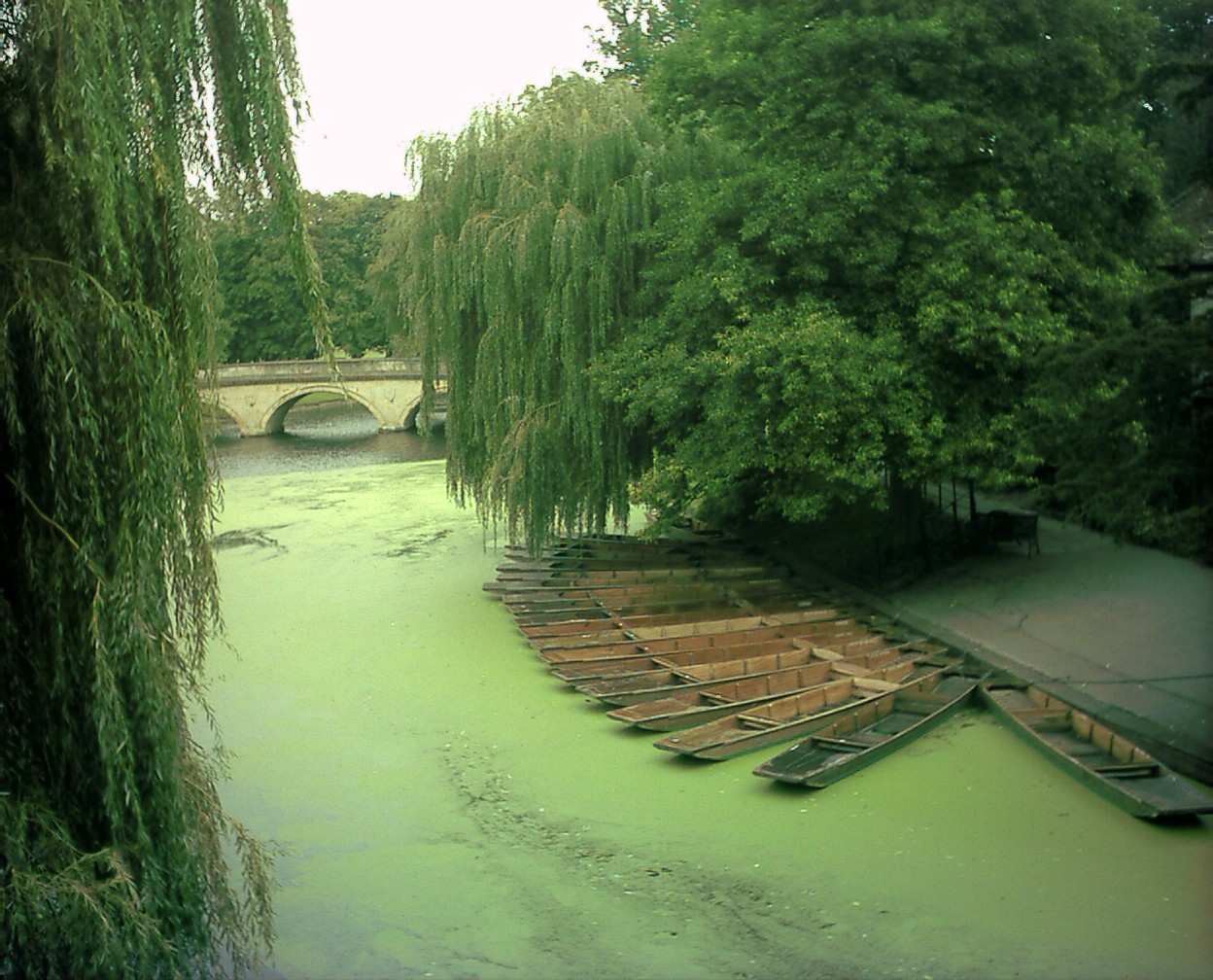
Una pequeña floración de algas en el río Cam cerca del Trinity College.

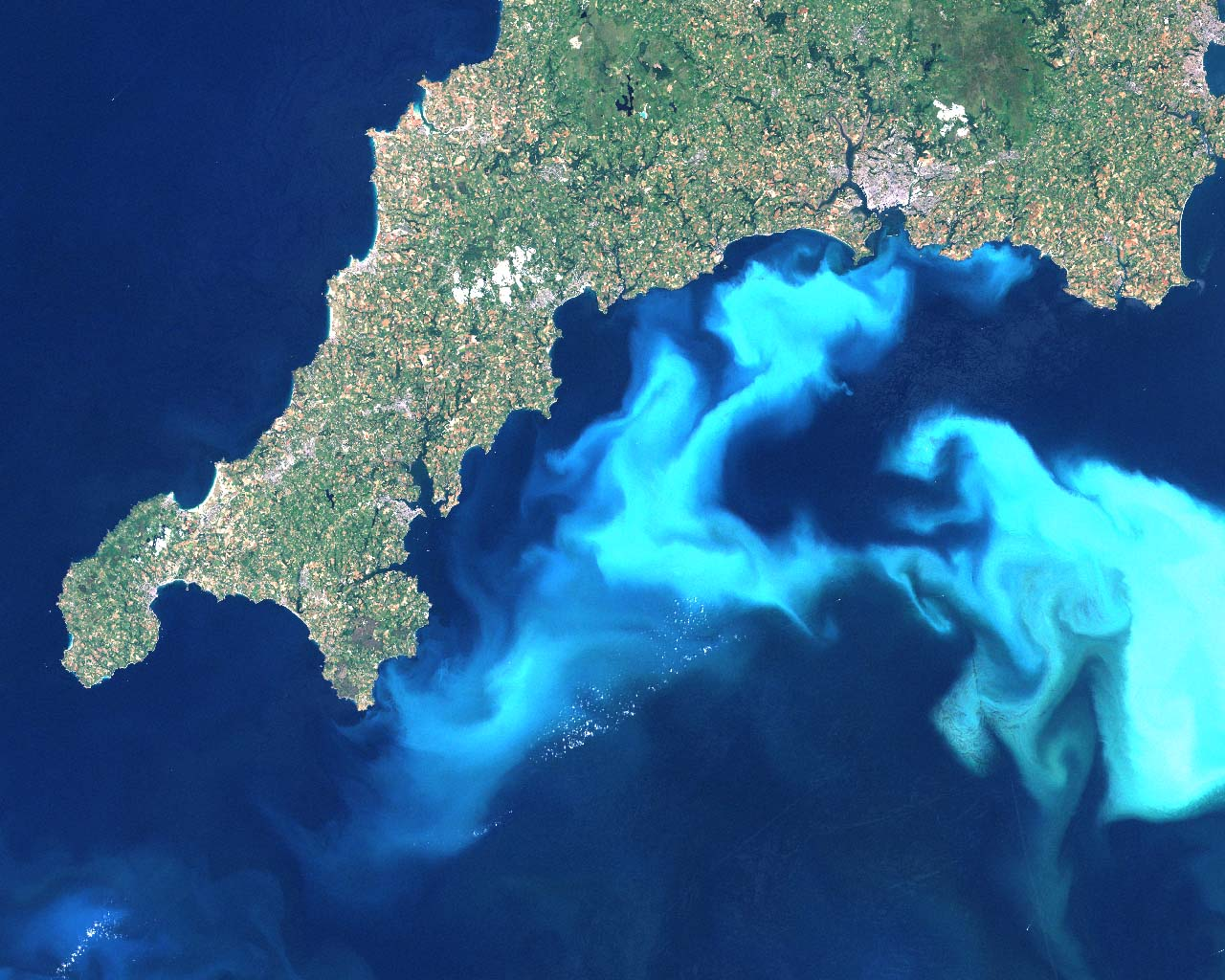
Una gran alga florece en la costa sur de Inglaterra en 1999.

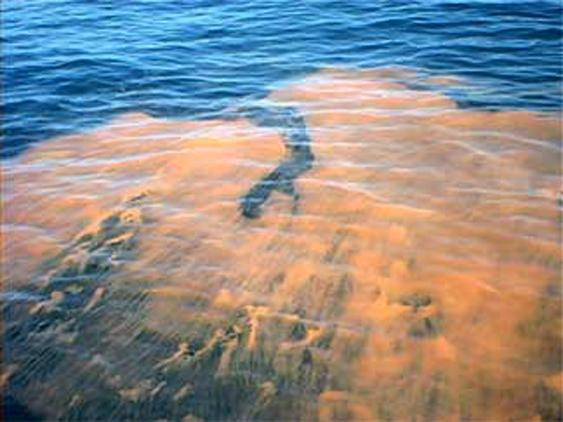
La marea roja es una floración de algas rojizas causada por un microorganismo común en el Golfo de México.

Una floración de algas es la aparición de una gran cantidad de algas o espuma flotando en la superficie de un cuerpo de agua. Las floraciones de algas son una ocurrencia natural en lagos y ríos ricos en nutrientes, aunque a veces el aumento de los niveles de nutrientes que conducen a la proliferación de algas se debe a la escorrentía de fertilizantes o desechos animales. Algunas especies de algas producen toxinas, pero la mayoría de las muertes de peces debido a la floración de algas son el resultado de la disminución de los niveles de oxígeno. Cuando las algas mueren, la descomposición usa oxígeno en el agua que estaría disponible para los peces. La muerte masiva de peces en un lago en Estonia en 2002 se atribuyó a una combinación de floración de algas y altas temperaturas. Cuando las personas manejan las floraciones de algas en los estanques de peces, se recomienda escalonar los tratamientos para evitar que mueran demasiadas algas a la vez, lo que puede provocar una gran caída en el contenido de oxígeno. 
Algunas enfermedades provocan muertes masivas. Una de las enfermedades más extrañas y recientemente descubiertas produce enormes muertes de peces en aguas marinas poco profundas. Es causado por los dinoflagelados Pfiesteria piscicida. Cuando un gran número de peces, como los cardúmenes de peces de forraje, están en situaciones de confinamiento tales como bahías poco profundas, las excreciones de los peces fomentan la aparición de este dinoflagelado para producir zoosporas. Los dinoflagelados normalmente no son tóxicos, pero si los peces permanecen en el área y continúan proporcionando alimento a los dinoflagedos, las zoosporas comienzan a secretar una neurotoxina. Esta toxina provoca que los peces desarrollen lesiones sangrantes y su piel se desprenda en el agua. Los dinoflagelados luego comen la sangre y las escamas de tejido mientras los peces afectados mueren. Las muertes de peces por este dinoflagelado son comunes, y también pueden haber sido responsables de muertes en el pasado que se cree que tuvieron otras causas.  Las muertes como estas pueden verse como mecanismos naturales para regular la población de peces excepcionalmente abundantes. La velocidad a la que ocurren las muertes aumenta a medida que aumenta la escorrentía de tierras contaminadas.
La marea roja es el nombre comúnmente dado a una floración de algas de Karenia brevis, un dinoflagelado marino microscópico que es común en las aguas del Golfo de México. En altas concentraciones decolora el agua que a menudo aparece de color marrón rojizo. Produce una toxina que paraliza el sistema nervioso central de los peces para que no puedan respirar. Los peces muertos llegan a las playas de Texas y Florida. Los humanos también pueden enfermarse gravemente al comer ostras y otros mariscos contaminados con la toxina de la marea roja. El término "marea roja" también se usa comúnmente para describir las floraciones de algas nocivas en la costa este del norte de los Estados Unidos, particularmente en el Golfo de Maine. Este tipo de floración es causada por otra especie de dinoflagelado conocido como Alexandrium fundyense. Estas floraciones son un fenómeno natural, pero la causa exacta o la combinación de factores que resultan en el brote de las mareas rojas no se entiende completamente.

### Descomposición biológica
Del mismo modo que una floración de algas puede conducir al agotamiento del oxígeno, la introducción de una gran cantidad de material biológico en descomposición en un cuerpo de agua conduce al agotamiento del oxígeno, ya que los microorganismos utilizan el oxígeno disponible en el proceso de descomposición de la materia orgánica. Por ejemplo, una matanza masiva de peces que alcanzó los 16 km en septiembre de 2010, en el río Sangamon en Illinois, fue producto de la descarga de desechos animales en el río desde una gran operación lechera. La descarga ilegal resultó en una muerte completa de peces, ranas, mejillones y salamandras.  

### Contaminación de nutrientes y eutrofización
El enriquecimiento excesivo de nutrientes antropogénicos de fósforo y nitrógeno permite un rápido crecimiento y multiplicación de fitoplancton. A medida que el fitoplancton continúa creciendo rápidamente en condiciones óptimas, su biomasa casi se duplica cada 24 horas. En el agua, están presentes concentraciones más altas de materia orgánica debido a la alta tasa de reproducción del fitoplancton durante un corto período de tiempo. El rápido crecimiento del fitoplancton provoca turbidez. La turbidez se define como la medida de la claridad del agua según la cantidad de material suspendido, como algas y fitoplancton, que constriñe el paso de la luz solar a través del agua. Por lo tanto, a medida que el fitoplancton comienza a multiplicarse más rápidamente, aumenta la turbidez en el agua. La creciente turbidez impide que las plantas absorban la luz solar. El proceso de turbidez produce una producción limitada de fotosíntesis y, a veces, incluso la muerte por la privación de la luz solar de la vegetación acuática sumergida que se ve afectada por el agua turbia opaca que se acumula en la superficie. 
Además, un resultado perjudicial significativo causado por la eutrofización es el aumento de la absorción de oxígeno disuelto por las bacterias, en respuesta a mayores concentraciones de materia orgánica. Después de que comienza la eutrofización y está en progreso, el fitoplancton alcanza su máxima densidad de población y comienza a morir. A medida que se acumula el fitoplancton muerto, se forman detritos o desechos de materia orgánica en la superficie junto con otras bacterias y algas. A medida que muere más fitoplancton, mayor es la concentración de materia orgánica; y con una mayor concentración de materia orgánica, se reproducirán más bacterias. 
En consecuencia, a medida que más bacterias, fitoplancton y algas crecen y se multiplican exponencialmente, la vegetación acuática más sumergida muere, ya que no tienen acceso a la luz solar debido a la eutrofización. Una vez que este fenómeno se desencadena, se crea una zona muerta.  

### Muertes por desove

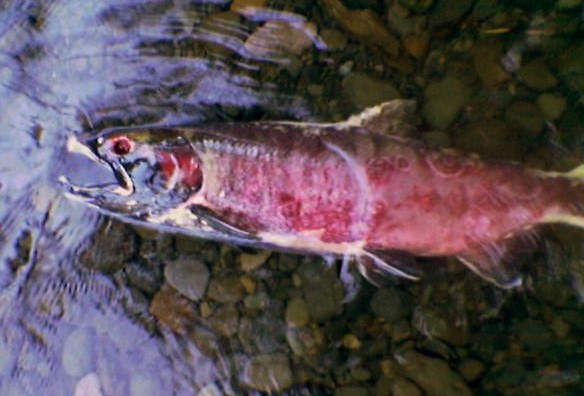
Un salmón que murió después del desove.

Algunas especies de peces exhiben mortalidad masiva simultánea como parte de su ciclo de vida natural. La muerte de peces debido a muertes de desove puede ocurrir cuando los peces se agotan por actividades de desove como el cortejo, la construcción de nidos y la liberación de óvulos o lecha (esperma). Los peces son generalmente más débiles después del desove y son menos resistentes de lo habitual a cambios más pequeños en el medio ambiente. Los ejemplos incluyen el salmón del Atlántico y el salmón rojo, donde muchas de las hembras mueren habitualmente inmediatamente después del desove. 

### Temperatura del agua
La muerte masiva de peces puede ocurrir con fluctuaciones rápidas de temperatura o temperaturas altas sostenidas. En general, el agua más fría tiene el potencial de retener más oxígeno, por lo que un período de altas temperaturas sostenidas puede conducir a una disminución del oxígeno disuelto en un cuerpo de agua. La muerte masiva de peces en agosto de 2010 en la Bahía de Delaware se atribuyó a la falta de oxígeno como resultado de las altas temperaturas. 
Una muerte masiva de peces en la desembocadura del río Misisipi en Luisiana, en septiembre de 2010, se atribuyó a una combinación de altas temperaturas y bajamar. Se sabe que tales muertes masivas ocurren en esta región a fines del verano y principios del otoño, pero esta fue inusualmente grande.  
Un corto período de clima cálido puede aumentar las temperaturas en la capa superficial del agua, ya que el agua más cálida tiende a permanecer cerca de la superficie y se calienta aún más por el aire. En este caso, la capa superior más cálida puede tener más oxígeno que las capas inferiores más frías porque tiene acceso constante al oxígeno atmosférico. Si ocurre un fuerte viento o lluvia fría (generalmente durante el otoño pero a veces en verano), las capas pueden mezclarse. Si el volumen de agua con poco oxígeno es mucho mayor que el volumen en la capa superficial cálida, esta mezcla puede reducir los niveles de oxígeno en toda la columna de agua y provocar la muerte de los peces. 
La muerte de peces también puede ser el resultado de una caída dramática o prolongada en la temperatura del aire (y, por lo tanto, del agua). Este tipo de muerte de peces es selectiva; por lo general, los peces muertos son especies que no pueden tolerar el frío. Esto se ha observado en casos en los que un pez nativo de una región más tropical ha sido introducido en aguas más frías, como la introducción de la tilapia en cuerpos de agua en Florida. Originaria del río Nilo de África, la tilapia deja de alimentarse cuando la temperatura del agua cae por debajo de 16 °C y muere cuando alcanza los 7 °C. Por lo tanto, la tilapia que ha sobrevivido y se ha reproducido con éxito en Florida ocasionalmente es asesinada por un frente frío invernal.  
En enero de 2011, una muerte selectiva de peces que afectaba a unos 2 millones de peces menores se atribuyó a una combinación de estrés por frío y sobrepoblación después de un desove particularmente grande.  

### Explosiones submarinas
Las explosiones submarinas pueden provocar la muerte de peces, y los peces con vejigas natatorias son más susceptibles. A veces, las explosiones submarinas se usan con el propósito de provocar la muerte de peces, una práctica generalmente ilegal conocida como pesca con explosivos. Las explosiones bajo el agua pueden ser accidentales o planificadas, como para la construcción, pruebas sísmicas, minería o pruebas de explosión de estructuras bajo el agua. En muchos lugares, se debe completar una evaluación de los posibles efectos de las explosiones submarinas en la vida marina y tomar medidas preventivas antes de la voladura.  

### Sequías y exceso de existencias
Las sequías y el exceso de población también pueden provocar la muerte de peces aguas adentro. 
Una sequía puede conducir a volúmenes de agua más bajos, de modo que incluso si el agua contiene un alto nivel de oxígeno disuelto, el volumen reducido puede no ser suficiente para la población de peces. Las sequías a menudo ocurren junto con altas temperaturas por lo que la capacidad de transporte de oxígeno del agua también se reduce. Los caudales bajos del río también reducen la dilución disponible para descargas permitidas de aguas residuales tratadas o desechos industriales. La dilución reducida aumenta la demanda orgánica de oxígeno, reduciendo aún más la concentración de oxígeno disponible para los peces. 
El sobreabastecimiento de peces (o un desove inusualmente grande) también puede provocar la muerte de peces aguas adentro.  

## Estimaciones
Estimar la magnitud de una muerte masiva de peces presenta una serie de problemas.
1. Las aguas contaminadas a menudo son muy turbias o tienen poca transparencia, lo que hace difícil o imposible ver peces hundidos.
2. Los ríos y arroyos pueden mover los peces aguas abajo del área de investigación.
3. Los peces y alevines pequeños pueden descomponerse o quedar enterrados en sedimentos muy rápidamente y se pierden del conteo.
4. Los depredadores y carroñeros eliminan y comen pescado.
5. Los peces estresados pueden nadar hacia los afluentes y morir allí.
6. Muchas muertes masivas se reportan solo cuando los peces muertos resurgen debido a la formación de gases de descomposición, a menudo varias horas después de la muerte.

Es posible que nunca se estimen algunas muertes de peces muy grandes debido a estos factores. La pérdida de peces adultos también puede tener un impacto a largo plazo en el éxito de la pesquería, ya que el stock de desove del año siguiente puede tener grandes pérdidas y la recuperación de la población anterior a la muerte masiva puede llevar años. La pérdida de suministros de alimentos o ingresos recreativos puede ser muy importante para la economía local.  

## Prevención e investigación
Las muertes masivas de peces son difíciles de predecir. Incluso cuando se sabe que existen condiciones que contribuyen a la muerte de peces, la prevención es difícil porque a menudo las condiciones no pueden mejorarse y los peces no pueden eliminarse de manera segura a tiempo. En pequeños estanques, la aireación mecánica y/o la eliminación de materia en descomposición (como hojas caídas o algas muertas) pueden ser medidas preventivas razonables y efectivas. 
Muchos países del mundo desarrollado cuentan con disposiciones específicas para alentar al público a informar sobre muertes de peces para que pueda llevarse a cabo una investigación adecuada. La investigación de la causa de una muerte requiere un enfoque multidisciplinario que incluya mediciones ambientales in situ, investigación de insumos, revisión de meteorología e historia pasada, toxicología, autopsia de peces, análisis de invertebrados y un conocimiento sólido del área y sus problemas.